# Internationaux de Strasbourg 1998
Internationaux de Strasbourg 1998 — жіночий тенісний турнір, що проходив на відкритих кортах з ґрунтовим покриттям у Страсбургу (Франція). Належав до турнірів 3-ї категорії в рамках Туру WTA 1998. Це був 12-й турнір і тривав з 18 до 24 травня 1998 року. Друга сіяна Іріна Спирля здобула титул в одиночному розряді.

## Фінальна частина

### Одиночний розряд
Іріна Спирля —  Жюлі Алар-Декюжі 7–6, 6–3
- Для Спирлі це був єдиний титул за сезон і 7-й — за кар'єру.

### Парний розряд
Александра Фусаї /  Наталі Тозья —  Яюк Басукі /  Кароліна Віс 6–4, 6–3
- Для Фусаї це був 2-й титул за сезон і 6-й — за кар'єру. Для Тозья це був 2-й титул за сезон і 20-й — за кар'єру.